# Phylis Smith
Phylis Smith, nata Watt (Birmingham, 29 settembre 1965), è un'ex velocista britannica.

## Palmarès

### Olimpiadi
- 1 medaglia:
  - 1 bronzo (Barcellona 1992 nella staffetta 4x400 m)

### Mondiali
- 1 medaglia:
  - 1 bronzo (Stoccarda 1993 nella staffetta 4x400 m)

### Europei
- 1 medaglia:
  - 1 bronzo (Helsinki 1994 nei 400 m piani)

### Giochi del Commonwealth
- 1 medaglia:
  - 1 oro (Victoria 1994 nella staffetta 4x400 m)